# 셴시향

셴시 향의 위치

셴시향(한국어: 선서향, 중국어: 線西鄉, 병음: Xiànxī Xiāng)은 중화민국 장화 현의 향이다. 넓이는 18.0856km2이고, 인구는 2015년 8월 기준으로 17,017명이다.

## 지리
장화 현 북서부에 위치하고 서쪽은 타이완 해협이며 장화 현의 향진 중 최소의 면적을 가진다.